# Мара Кинкел
Мара Косева Кинкел (1885 – 1960) е българска интелектуалка, социоложка, писателка.
Съпруга е на професор Иван Г. Кинкел. Занимава се с обществена дейност. Нейните леви възгледи ѝ помагат да се включи в новата общественост след 1944 г. Тя е сред първите народни представителки, пише спомени за Ленин и Георги Димитров, включва се в разни организации.
Научните ѝ интереси включват изследвания за разводите, пола, модата, етносоциологията и др.